# Norombega

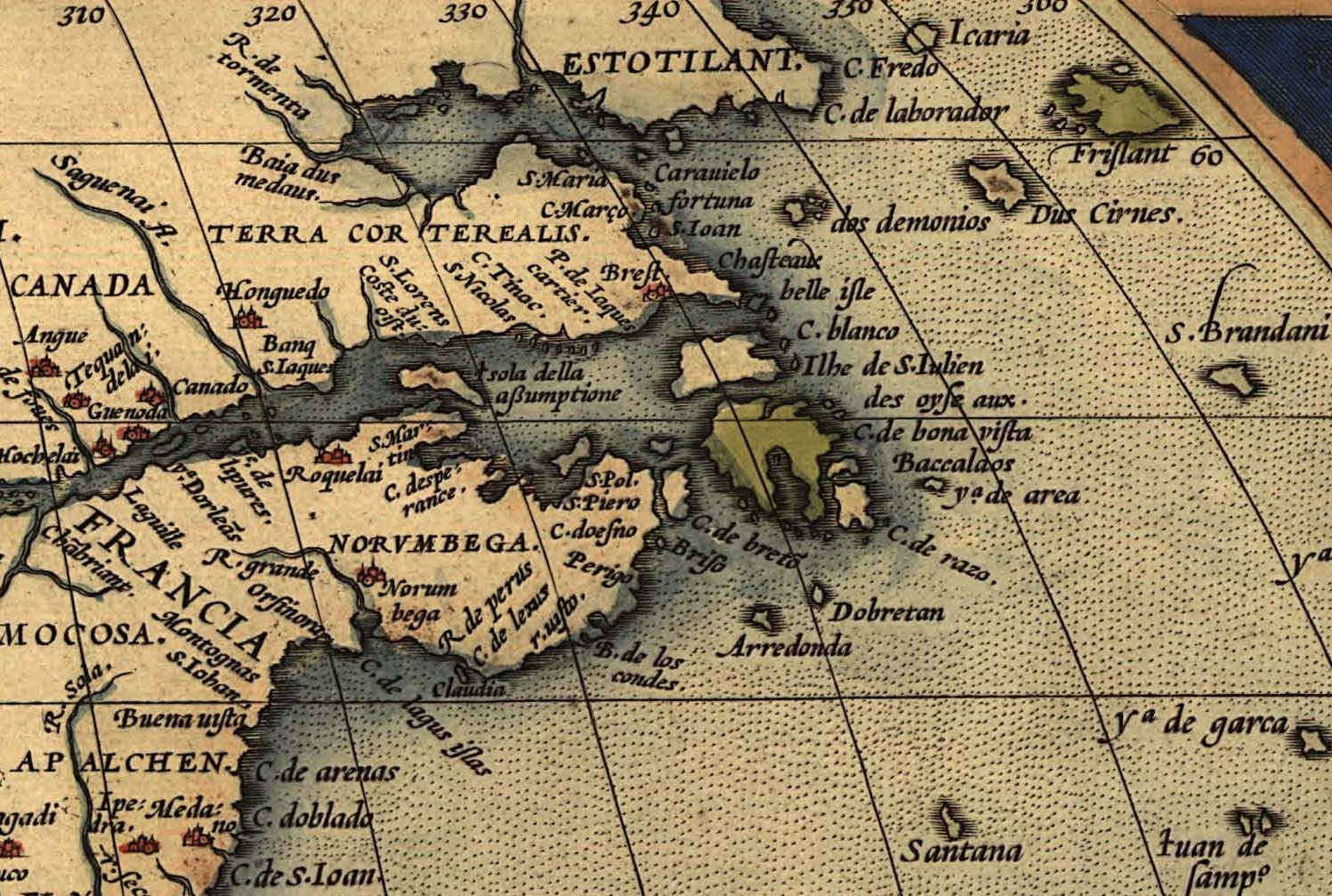
Parte dell'atlante di Abraham Ortelius del 1570, che mostra "Norvmbega" fra altri nomi piuttosto mitici per varie aree e diverse isole fantasma.

Norumbega, o Nurembega, è una leggendaria città situata nel nord-est del Nord America, apparsa su molte mappe antiche dal XVI secolo fino alla colonizzazione europea della regione. Si diceva che le sue case avessero colonne d'oro e che gli abitanti portassero quarti di perla sulla testa.

## Storia
La parola "Norumbega" era originariamente scritta "Oranbega" sulla mappa dell'America di Giovanni da Verrazzano del 1529, e si crede che derivi da una delle lingue degli algonchini parlate nel New England. Potrebbe significare "luogo tranquillo tra le rapide" o "tratto d'acqua tranquillo". Nel 1542, João Afonso riportò di aver navigato lungo la costa sud di Terranova e di aver scoperto un grande fiume. Apparve spesso sulle successive mappe europee del Nord America, a sud dell'Acadia, nell'attuale Nuova Inghilterra.
La città di Bangor, nel Maine, commemorò la leggenda nel XIX secolo, chiamando il proprio municipio "Norumbega Hall". Nel 1886, l'inventore Joseph Barker Stearns costruì una villa chiamata "Norumbega Castle", che ancora oggi si erge sulla U.S. Route 1 a Camden, nel Maine, con vista sulla Penobscot Bay. Alla fine del XIX secolo, Eben Norton Horsford associò il nome e la leggenda di Norumbega a presunti insediamenti norreni sul fiume Charles e costruì la Norumbega Tower alla confluenza di Stony Brook e del fiume Charles a Weston, nel Massachusetts, dove sosteneva che si trovava Fort Norumbega. In onore delle generose donazioni di Horsford al Wellesley College, nel 1886 fu dedicato un edificio chiamato Norumbega Hall, celebrato in una poesia di John Greenleaf Whittier. Attualmente, il mito è commemorato da nomi di luoghi come Norumbega Mountain (precedentemente Brown Mountain) nel Parco Nazionale di Acadia.